# Takuma Nagayoshi
Takuma Nagayoshi (født 18. april 1986) er en japansk fodboldspiller.
Han har spillet for flere forskellige klubber i sin karriere, herunder FC Gifu, Oita Trinita, Tochigi SC og SC Sagamihara.